# Vacanze romane
Vacanze romane (Roman Holiday) è un film del 1953 diretto da William Wyler, interpretato da Gregory Peck e Audrey Hepburn. Il film, che capovolge la storia di Cenerentola, rese famosa la Hepburn, che prima di allora aveva interpretato ruoli secondari in varie produzioni britanniche ed era conosciuta dal pubblico statunitense per la sua interpretazione di Gigi, nell'omonima commedia teatrale. Inoltre fu il film che rese famosa in tutto il mondo anche la Vespa Piaggio.

## Trama
La principessa Anna, reale di una nazione non specificata, affronta un viaggio diplomatico, visitando le grandi capitali del mondo, inclusa Roma. Una notte, sfinita dalla serie di obblighi che il suo ruolo le richiede, ha un collasso nervoso. Il suo medico le somministra un sedativo ma, appena si ritrova sola nella sua stanza, la principessa decide di fuggire e inizia a vagabondare per le strade di Roma.

Una scena del film

L'effetto del sedativo non tarda a manifestarsi e la principessa si addormenta in una via, dove viene trovata da Joe Bradley, giornalista statunitense che lavora per un'agenzia di stampa a Roma. Joe cerca di farsi dare il suo indirizzo per accompagnarla a casa in taxi, ma la principessa si rifiuta di confessare la sua identità e chiede di essere portata al Colosseo. Visto lo stato confusionale in cui versa la ragazza, il giornalista la crede ubriaca, non ha il coraggio di lasciarla sola e la porta a casa sua.
Il mattino seguente, recandosi al lavoro, Joe scopre che tutte le agenzie stampa hanno ricevuto un dispaccio in cui è comunicata la notizia di un improvviso malessere della principessa Anna. Joe, che doveva recarsi ad una conferenza stampa per intervistare proprio la principessa, vede la foto di Anna sul giornale e riconosce in lei la ragazza "ubriaca" che ha ospitato a casa sua. Immediatamente capisce di poter scrivere un articolo sensazionale e promette al suo capo di portargli un'intervista esclusiva e delle immagini della principessa a Roma, facendosi promettere un largo compenso ed arrivando perfino a scommettere 500 dollari con l'incredulo principale sulla riuscita dell'impresa.

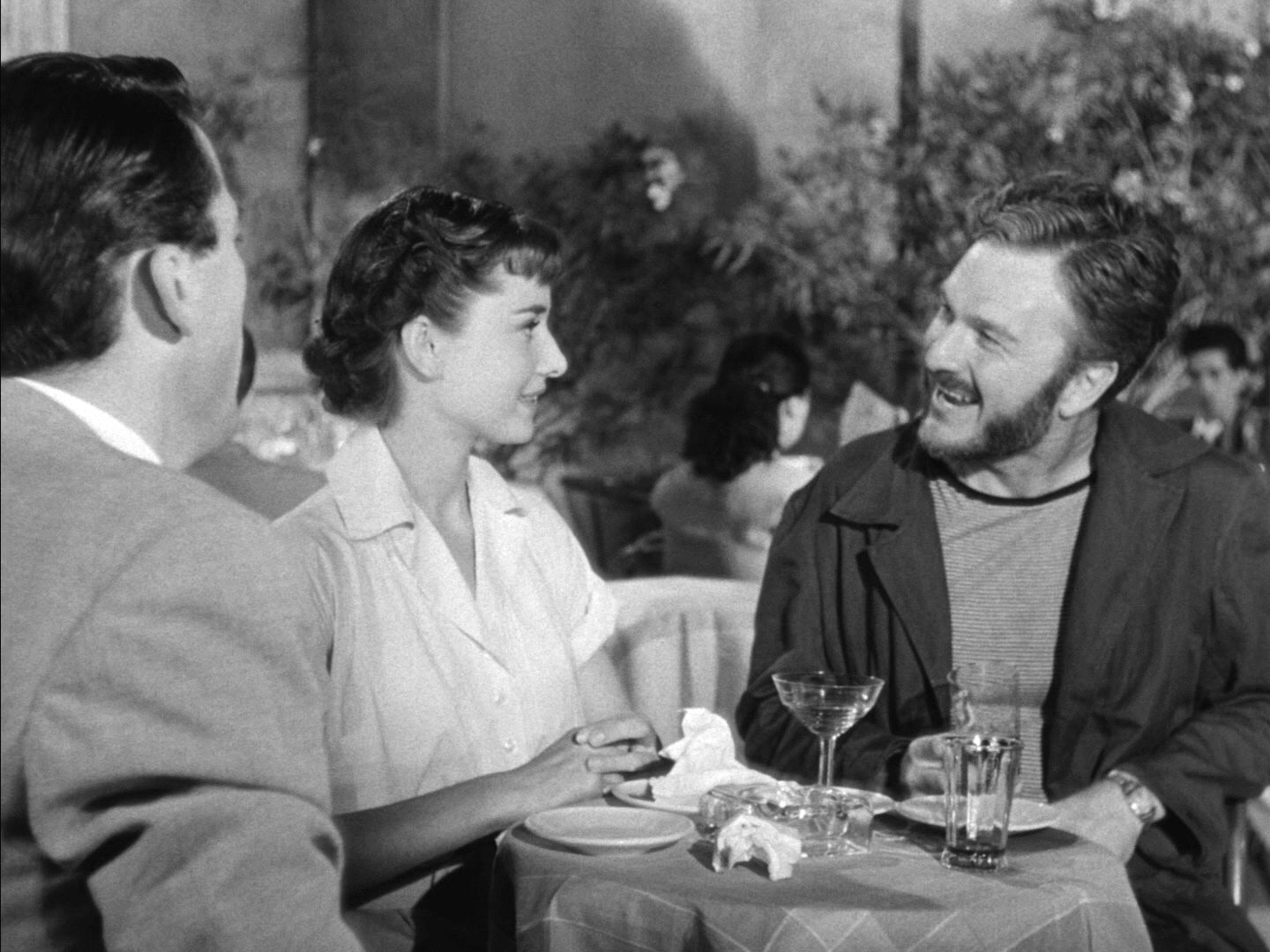
Peck, Hepburn e Albert nelle parti di Bradley, Anja e Irving

Joe chiama il suo amico e fotoreporter Irving Radovich e gli comunica di avere per le mani un sensazionale scoop. Subito dopo si precipita a casa sua, dove trova la principessa ancora addormentata. Al suo risveglio, la ragazza ricorda poco della notte precedente e Joe non dà segno di aver riconosciuto in lei la principessa Anna, che si presenta con il nome di Anya Smith.
Dopo averlo ringraziato per il suo disturbo la principessa si avvia per le strade di Roma, comportandosi come una normale turista, lasciandosi trasportare dai suoni e dai rumori di una Roma molto "popolare". In un mercato acquista dei sandaletti, si compra un gelato e osserva la città assolata. Decide di entrare nel negozio di un parrucchiere e di farsi tagliare i lunghi capelli. Il parrucchiere, affascinato dalla ragazza, la invita ad una serata danzante su un barcone lungo il Tevere.
Nel frattempo, però, Joe non ha perso di vista la ragazza e l'ha seguita di nascosto. Quando Anna si siede sulle scalinate di piazza di Spagna, il giornalista finge di incontrarla per caso. Iniziano a parlare e Anna confessa di essere scappata da un collegio e di voler provare, una volta nella vita, tutto quel che nella sua "prigione" non le è permesso fare. Joe le propone di accompagnarla e di esaudire il suo desiderio di "normalità".

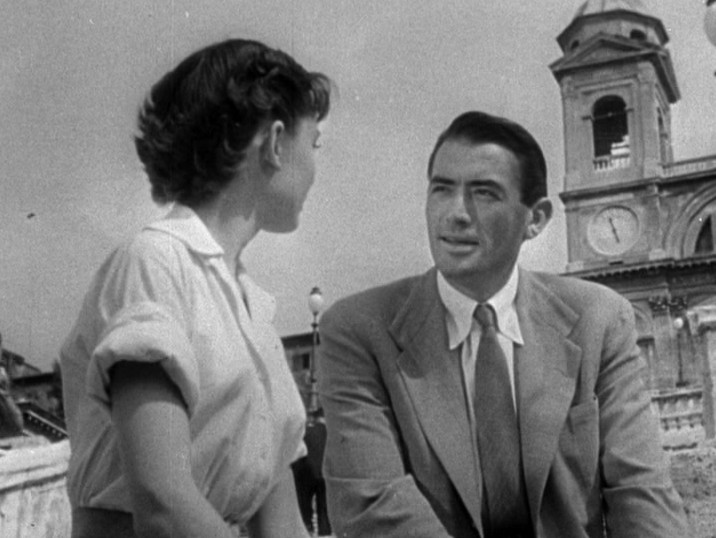
Hepburn e Peck: Trinità dei Monti

Incontrano anche Irving, il quale usa un finto accendino per farle delle foto. La principessa, in compagnia di quelli che lei crede due imprenditori di fertilizzanti, fuma la sua prima sigaretta, visita il Colosseo, prova ad andare in Vespa, finendo perfino in questura con i due compagni. Tutto viene fissato sulla pellicola di Irving.
Nel frattempo, i tutori della principessa, preoccupati dalla sua scomparsa, richiamano a Roma un enorme numero di agenti in borghese che iniziano a cercarla per tutta la città.
Dopo una giornata di allegri vagabondaggi, la ragazza propone di trascorrere la serata sul barcone lungo il Tevere di cui il parrucchiere le ha parlato la mattina. Giunti lì, Joe e Anna iniziano a ballare e, trovandosi stretti l'uno nelle braccia dell'altra, dai loro sguardi incomincia a trapelare un tenero sentimento reciproco.
Durante la festa, però, gli agenti in borghese notano la principessa e cercano di convincerla a tornare al palazzo. Joe interviene e immediatamente si scatena una rissa che vede la stessa Anna rompere bottiglie e chitarre in testa agli agenti, mentre Irving documenta il tutto con la sua macchina fotografica.

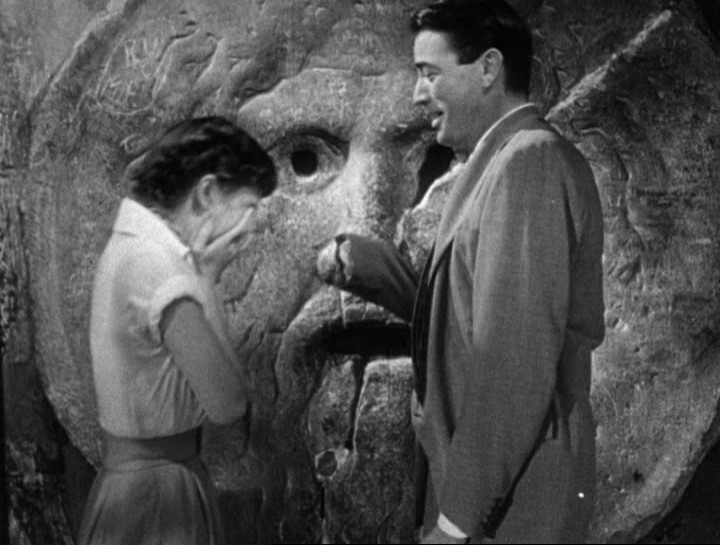
Hepburn e Peck: la Bocca della Verità

Joe e Anna riescono a fuggire, tuffandosi nelle acque del Tevere e, quando ne riemergono, divertiti ed eccitati dall'accaduto, si baciano sulle sponde del fiume. Tornati a casa, rivestiti e asciugati, i due sono costretti a salutarsi. Joe accompagna Anna nei pressi della sua ambasciata e, dopo un triste addio, la ragazza scompare nelle vie di Roma. Rientrata a palazzo, Anna mostra un profondo cambiamento. Da giovane e quasi infantile sognatrice, si è trasformata in una vera e propria principessa conscia dei suoi doveri.
Il giorno seguente, il principale di Joe si precipita da lui per richiedergli la famosa intervista esclusiva, ma il giornalista sostiene di non essere riuscito a ottenerla e, quando anche Irving arriva a casa sua con le foto in mano, Joe spiega all'incredulo amico di non voler più vendere l'articolo.
Qualche ora più tardi, entrambi si recano alla conferenza stampa organizzata per far incontrare la principessa Anna con i giornalisti stranieri. Appena entrata, Anna riconosce immediatamente Joe e Irving e ne rimane delusa. Ma durante l'intervista Joe riesce, indirettamente, a comunicarle che non tradirà la sua fiducia. Quando la principessa scende dal trono per salutare personalmente alcuni giornalisti intervenuti, fermatasi davanti a Joe e ad Irving riceve da quest'ultimo le foto della sua "vacanza romana", prova ulteriore della loro correttezza. Felice e sollevata, dissimulando i suoi sentimenti, Anna saluta Joe con un ultimo sorriso, per poi sparire per sempre dietro una porta.
La conferenza è finita e i giornalisti si allontanano. Joe rimane qualche momento nel palazzo, poi si avvia per il lungo corridoio, lancia un ultimo sguardo dietro di sé, ed esce.

## Produzione

William Wyler e Luciano Emmer sul set del film

La trama fu ispirata dalla vera storia d'amore della principessa Margaret d'Inghilterra, sorella della regina Elisabetta II ed il colonnello della RAF ed eroe di guerra, Peter Townsend. In realtà due anni prima dell'uscita del film, la principessa britannica era scappata in Italia per una vacanza in anonimato.
Le riprese della pellicola iniziarono nell'estate del 1952 e terminarono nel settembre dello stesso anno. In una delle sequenze più famose, Joe, Anna e Irving visitano la Bocca della Verità. La scena in cui Gregory Peck infila la mano nella Bocca facendo finta di averla persa e nascondendosela nella giacca non era preventivata. Fu una trovata dell'attore che non aveva però avvisato la Hepburn. La reazione dell'attrice mentre grida e cerca di aiutare Peck perciò è reale.
Per la scena della Vespa, controfigura di Audrey Hepburn fu Elide Moretti, una delle prime cascatrici del cinema italiano.
Nel film ricopre una piccola parte l'attrice teatrale Paola Borboni, nel ruolo della donna delle pulizie scandalizzata nel trovare la Hepburn a casa di uno scapolo. Tania Weber appare nella parte di Francesca.
Costato 1.500.000 dollari, il film venne prodotto dalla Paramount che inizialmente aveva pensato di affidare la regia a Frank Capra. Il ruolo di Joe Bradley era stato proposto a Cary Grant, che aveva rifiutato affermando di essere troppo vecchio per recitare un ruolo sentimentale accanto ad Audrey Hepburn. Grant reciterà però a fianco della Hepburn nel 1963, in Sciarada (Charade). Per il ruolo della principessa Anna, invece, i produttori avevano preso in considerazione Elizabeth Taylor.
Riguardo alla scelta finale, il provino di Audrey Hepburn è diventato leggendario. Dopo aver provato su copione, mentre veniva ripresa, le fu detto che la scena era finita e che poteva rilassarsi. In realtà la cinepresa era ancora in funzione. La Hepburn, ignara, si alzò dal letto e sorridente ed emozionata chiese come era andata. Poco dopo si accorse che tutta la troupe la guardava silenziosamente e che le luci erano ancora accese. Dopo aver visto la reazione fresca e spontanea della giovane attrice, Wyler si convinse di aver trovato la sua Principessa Anna.
La sceneggiatura che vinse l'Oscar ed il soggetto furono inizialmente accreditati ad Ian McLellan Hunter e John Dighton. In realtà erano di Dalton Trumbo che "per motivi politici è accusato di tradimento contro lo stato" e perciò non poteva operare nella produzione cinematografica. Trumbo morì nel 1976 ma l'Oscar gli fu riconosciuto solo nel 1992. McLellan Hunter durante la cerimonia del 1954 non lo ritirò. 
Fu invece Maurizio Lodi-Fè a fare da direttore di produzione e svolgere tutta la produzione a cinecittà e nelle vie di Roma, seguito dal suo collega nonché amico William Wyler. 

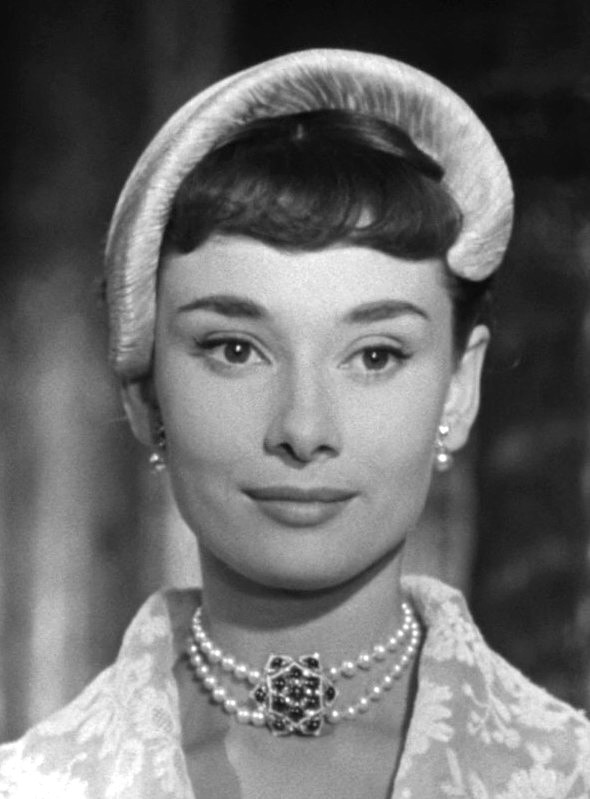
Audrey Hepburn: la conferenza stampa della principessa

### Luoghi delle riprese
Il film fu interamente girato a Roma e negli studi di Cinecittà. I luoghi delle riprese sono:
- Palazzo Barberini, Via delle Quattro Fontane (l'ambasciata)
- Bocca della Verità, Piazza Bocca della Verità, Chiesa di Santa Maria in Cosmedin
- Caffè Rocca, Piazza della Rotonda e Pantheon
- Castel Sant'Angelo
- Fontana di Trevi
- Piazza Venezia
- Piazza di Spagna
- Chiesa di Trinità dei Monti, Scalinata di Trinità dei Monti
- Colosseo
- Fiume Tevere
- Via Margutta, 33 e 51 (la casa in cui Joe ospita la principessa Anna)[4]
- Via dei Fori Imperiali
- Via della Stamperia, 85 (dove si trova il negozio del barbiere che taglia i capelli della principessa)
- Palazzo Colonna - galleria (sequenza finale della conferenza stampa della principessa)
- Palazzo Brancaccio - stanza da letto della Principessa da cui poi lei scappa

## Distribuzione
Uscito nelle sale statunitensi nell'agosto 1953, il film ebbe un grande successo di pubblico e di critica, rendendo famoso lo "stile" di Audrey Hepburn che, dopo poco tempo, verrà pubblicizzato e seguito da tutte le riviste di moda del mondo, grazie alle splendide e note immagini del fotografo di scena Augusto Di Giovanni. Il film incassò in tutto il mondo 12.000.000 di dollari.

## Premi e riconoscimenti
- 1954 - Premio Oscar
  - Miglior attrice protagonista a Audrey Hepburn
  - Miglior soggetto a Dalton Trumbo (riconosciutogli solo nel 2011[1])
  - Migliori costumi a Edith Head
  - Candidatura Miglior film a William Wyler
  - Candidatura Migliore regia a William Wyler
  - Candidatura Miglior attore non protagonista a Eddie Albert
  - Candidatura Migliore sceneggiatura non originale a Ian McLellan Hunter e John Dighton
  - Candidatura Migliore fotografia a Franz Planer e Henri Alekan
  - Candidatura Migliore scenografia a Hal Pereira e Walter H. Tyler
  - Candidatura Miglior montaggio a Robert Swink
- 1954 - Golden Globe
  - Miglior attrice in un film drammatico a Audrey Hepburn
- 1954 - Premio BAFTA
  - Migliore attrice britannica a Audrey Hepburn
  - Candidatura Miglior film
  - Candidatura Miglior attore internazionale a Gregory Peck
  - Candidatura Miglior attore internazionale a Eddie Albert
- 1953 - New York Film Critics Circle Award
  - Miglior attrice protagonista a Audrey Hepburn

Nel 1953 il National Board of Review of Motion Pictures l'ha inserito nella lista dei migliori dieci film dell'anno.
Nel 1999 il film è stato scelto per la conservazione nel National Film Registry della Biblioteca del Congresso degli Stati Uniti.

### AFI 100 Years
Nella lista dei 100 migliori film sentimentali della storia, Vacanze Romane occupa la 4ª posizione; la quarta posizione è stata replicata nella lista dei 10 migliori film sentimentali della storia, secondo la AFI's 10 Top 10. 

## Remake
Nel 1981 Castellano e Pipolo realizzano una versione della pellicola con Adriano Celentano e Ornella Muti, dal titolo Innamorato pazzo. Nel 1987 è stato realizzato un remake del film per la televisione con Catherine Oxenberg nel ruolo della principessa Anna e Tom Conti nel ruolo di Joe Bradley.